# Bulbine cepacea
Espèce
Bulbine cepacea est une espèce de plantes à fleurs de la famille des Asphodelaceae. Elle est présente en Afrique du Sud.

## Description
Bulbine cepaceaest un géophyte de 20-40 cm, Il forme un gros tubercule à base plate souterrain aplati en forme de disque et une rosette spiralée de feuilles linéaires vertes, érigées, molles, minces de 1 cm, succulentes, avec des pointes aiguës. Les feuilles sont presque arrondies (terete) en section transversale, avec une surface supérieure plate et une surface inférieure plus arrondie. Les feuilles sont souvent sèches à la floraison, étroitement lancéolées-tubulaires, entourées à la base de gaines fibreuses. La base de la feuille est striée et possède une gaine qui entoure la tige. Les tiges sont courtes. Les fleurs forment en racème dense, jaunes. Les fruits sont des capsules oblongues, subérectes.
Cette espèce fleurit en automne.

## Répartition
Bulbine cepacea est présente dans la végétation semi-sèche du Renosterveld, au nord de Clanwilliam, au sud de la Péninsule du Cap, et à l'est de Riversdale.

## Systématique
Le nom correct complet (avec auteur) de ce taxon est Bulbine cepacea (Burm.f.) Wijnands (d).
L'espèce a été initialement classée dans le genre Ornithogalum sous le basionyme Ornithogalum cepaceum Burm.f..
Bulbine cepacea a pour synonymes, :
- Anthericum bisulcatum Haw.
- Anthericum pugioniforme Jacq.
- Bulbine bisulcata Haw.
- Bulbine cataphyllata Poelln.
- Bulbine inexpectata Poelln.
- Bulbine parviflora Baker
- Bulbine pugioniformis (Jacq.) Link
- Bulbine tuberosa (Mill.) Oberm.
- Ornithogalum cepaceum Burm.f.
- Ornithogalum tuberosum Mill.
- Phalangium bisulcatum (Haw.) Kuntze
- Phalangium pugioniforme (Jacq.) Kuntze